# Creoleon littoreus
Creoleon littoreus är en insektsart som först beskrevs av Navás 1914.  Creoleon littoreus ingår i släktet Creoleon och familjen myrlejonsländor. Inga underarter finns listade i Catalogue of Life.